# Jone Morino
Jone Morino (Roma, 28 aprile 1896 – Roma, 14 settembre 1978) è stata un'attrice italiana.

## Biografia
Nata a Roma, la Morino entra da adolescente nel mondo del teatro, prima con Eleonora Duse, negli anni successivi è nella compagnia del Teatro Moderno, diretto da Luigi Antonelli, poi recita con Ruggero Ruggeri, Nino Besozzi e Lamberto Picasso.
Negli anni trenta inizia a partecipare alla prosa radiofonica dell'EIAR, proseguendo l'attività davanti ai microfoni della Rai, all'interno della compagnia di Prosa della Radio Italiana, sino agli anni sessanta, in commedie e radiodrammi.
Chiamata a insegnare recitazione all'Accademia nazionale d'arte drammatica, negli anni che vanno dal 1953 al 1969, avrà modo di avviare all'arte due generazioni di attori.
Debutta nel cinema al tempo del muto nel 1920, con il regista Gian Olando Vassallo nel film La sorella, proseguirà a lavorare davanti alla cinepresa, in parti secondarie, in un discreto numero di film sino al 1957, diretta da registi come Gennaro Righelli, Luciano Emmer, Camillo Mastrocinque, Mario Soldati e Luigi Zampa.
Ricoverata in una casa di riposo per anziani, affetta da una grave forma di depressione, decide di suicidarsi lasciandosi cadere nel Tevere, all'età di 82 anni.

## Prosa teatrale
- Trilogia della villeggiatura di Carlo Goldoni, regia di Giorgio Strehler, Piccolo Teatro di Milano, 22 novembre 1954.

## Prosa radiofonica Rai
- Topaze di Marcel Pagnol, regia di Guglielmo Morandi, 1952.
- Scala sinistra, Pensione Medea di Sergio Pugliese, regia di Pietro Masserano Taricco, trasmessa il 6 dicembre 1952.
- Lo scapolo di Ivan Turgenev, regia di Pietro Masserano Taricco, trasmessa il 20 gennaio 1953.
- Il ratto di Proserpina di Rosso di San Secondo, regia di Alberto Casella, trasmessa il 7 aprile 1953.
- L'itinerario di Ulisse, da l'Odissea, adattamento e regia di Marco Visconti, trasmessa il 13 aprile 1953.
- Lo scapolo, commedia di Ivan Turgenev, regia di Pietro Masserano Taricco, trasmessa il 19 maggio 1953.
- Pluto di Aristofane, regia di Guglielmo Morandi (1953)
- I nostri sogni, commedia di Ugo Betti, regia di Guglielmo Morandi, trasmessa il 15 giugno 1953.
- La conchiglia, commedia di Sergio Pugliese, regia di Pietro Masserano Taricco, trasmessa il 29 giugno 1953.
- Le avventure della villeggiatura di Carlo Goldoni, regia di Guglielmo Morandi, trasmessa il 7 agosto 1953.
- Il ritorno dalla villeggiatura di Carlo Goldoni, regia di Guglielmo Morandi, trasmessa il 8 settembre 1953.
- Faust di Wolfgang Goethe, regia di Corrado Pavolini, trasmessa il 14 ottobre 1953.
- La maschera la grazia, commedia di Henry Gheon, regia di Anton Giulio Majano, trasmessa il 13 aprile 1954.
- L'ortolano di Samo di Charles Vildrac, regia di Anton Giulio Majano, trasmessa il 2 giugno 1954.
- Liliom di Ferenc Molnár, regia di Anton Giulio Majano, musica di Nino Rota, trasmessa il 27 settembre 1954.
- Il diavolo scrittore di Giuliano Leggeri, regia di Alberto Casella, trasmessa l'8 gennaio 1955.
- I nuovi avari di Gian Francesco Luzi, regia di Anton Giulio Majano, trasmessa il 9 febbraio 1955.
- Anna Christie di Eugene O'Neill, regia di Pietro Masserano Taricco, trasmessa il 25 febbraio 1957.
- Quando il destino vuole di Renato Mainardi, regia di Anton Giulio Majano, trasmessa il 27 febbraio 1957.
- Il ventaglio bianco di Hugo von Hofmannsthal, regia di Corrado Pavolini, trasmessa il 10 aprile 1957.
- Torniamo a Matusalemme di George Bernard Shaw, regia di Guglielmo Morandi, trasmessa il 12 giugno 1957.
- Anche il più furbo ci può cascare di N. A. Ostrowskij, regia di Pietro Masserano Taricco, trasmessa il 25 luglio 1957.
- Un Olimpo poco tranquillo di Lina Wertmüller e Matteo Spinola, regia di Nino Meloni, trasmessa il 19 settembre 1957.
- Il ritorno dalla villeggiatura di Carlo Goldoni, regia di Guglielmo Morandi (1957)
- Il ridicolo, commedia di Paolo Ferrari, regia di Nino Meloni, trasmessa il 2 dicembre 1957.
- Il caso Papaleo di Ennio Flaiano, regia di Luciano Mondolfo, trasmessa il 18 febbraio 1963.
- Intervista all'autore, di Jean Anouilh, regia di Luciano Mondolfo, trasmessa il 5 aprile 1965

## Varietà radiofonici Rai
- Scampoli, varietà musicale con il complesso di Franco Chiari, presentato da Jone Morino e Gianni Bonagura, trasmesso il 1º settembre 1955.

## Prosa televisiva Rai
- Se tu non m'ami di Paola Riccora, regia di Guglielmo Morandi, trasmessa il 22 dicembre 1956.
- La morte in vacanza, favola tragica di Alberto Casella, regia dell'autore (1959)

## Filmografia
- La casa del peccato, regia di Max Neufeld (1938)
- Validità giorni dieci, regia di Camillo Mastrocinque (1940)
- Manovre d'amore, regia di Gennaro Righelli (1940)
- Il pozzo dei miracoli, regia di Gennaro Righelli (1941)
- Piccolo mondo antico, regia di Mario Soldati (1941)
- Solitudine, regia di Livio Pavanelli (1941)
- Ridi pagliaccio, regia di Camillo Mastrocinque (1941)
- Turbine, regia di Camillo Mastrocinque (1941)
- Margherita fra i tre, regia di Ivo Perilli (1942)
- Finalmente soli, regia di Giacomo Gentilomo (1942)
- Se io fossi onesto, regia di Carlo Ludovico Bragaglia (1942)
- Soltanto un bacio, regia di Giorgio Simonelli (1942)
- L'ultimo addio, regia di Ferruccio Cerio (1942)
- Avanti c'è posto..., regia di Mario Bonnard (1942)
- Catene invisibili, regia di Mario Mattoli (1942)
- Le vie del cuore, regia di Camillo Mastrocinque (1942)
- Signorinette, regia di Luigi Zampa (1943)
- C'è sempre un ma!, regia di Luigi Zampa (1943)
- Senza una donna, regia di Alfredo Guarini (1943)
- L'amico delle donne, regia di Ferdinando Maria Poggioli (1943)
- Non sono superstizioso... ma!, regia di Carlo Ludovico Bragaglia (1943)
- Il fidanzato di mia moglie, regia di Carlo Ludovico Bragaglia (1943)
- Se vuoi goder la vita..., regia di Riccardo Cassano (1945)
- La sua strada, regia di Mario Costa (1946)
- Inquietudine, regia di Vittorio Carpignano (1947)
- Il delitto di Giovanni Episcopo, regia di Alberto Lattuada (1947)
- I pirati di Capri, regia di Giuseppe Maria Scotese (1949)
- Duello senza onore, regia di Camillo Mastrocinque (1950)
- Domenica d'agosto, regia di Luciano Emmer (1949)
- Taxi di notte, regia di Carmine Gallone (1950)
- Lo sparviero del Nilo, regia di Giacomo Gentilomo (1950)
- Romanzo d'amore, regia di Duilio Coletti (1950)
- Canzone di primavera, regia di Mario Costa (1951)
- Stasera sciopero, regia di Mario Bonnard (1951)
- Altri tempi - Zibaldone n. 1, episodio L'idillio, regia di Alessandro Blasetti (1952)
- A fil di spada, regia di Carlo Ludovico Bragaglia (1952)
- Il segreto delle tre punte, regia di Carlo Ludovico Bragaglia (1952)
- Era lei che lo voleva, regia di Giorgio Simonelli e Marino Girolami (1953)
- La voce del sangue, regia di Pino Mercanti (1953)
- Questa è la vita, regia di Aldo Fabrizi (1954)
- Sette canzoni per sette sorelle, regia di Marino Girolami (1957)

## Doppiatrici
- Renata Marini in Margherita fra i tre, A fil di spada, Il segreto delle tre punte
- Giovanna Scotto in Finalmente soli
- Tina Lattanzi in Lo sparviero del Nilo